# ويغلاف (ملك مرسيا)
ويغلاف (توفي 839) كان ملك مرسيا من 827 إلى 829 ومرة أخرى من 830 حتى وفاته في 839. أسلافه غير مؤكد: كانت فترة عشرينيات القرن التاسع فترة صراع أسري داخل مرسيا ووفقدت أنساب العديد من ملوك ذلك العهد. سُجل حفيده ويغستان ‏ لاحقًا على أنه من نسل بيندا، لذلك من الممكن أن يكون ويغلاف ينحدر من بيندا، أحد أقوى ملوك مرسيا في القرن السابع.
خلف ويغلاف لوديكا ‏، الذي قُتل أثناء حملته ضد أنجليا الشرقية. تزامن عهده الأول مع استمرار صعود مملكة ويسكس الأنجلوسكسونية المنافسة تحت حكم إيغبرت. طرد إيغبرت ويغلاف من العرش عام 829، وحكم مرسيا مباشرة لمدة عام. استعاد ويغلاف المملكة في عام 830، ربما بالقوة، لكن من المحتمل أن ويغلاف ظل خاضعًا لسيادة إيغبرت. لم تسترد مرسيا أبدًا الممالك الجنوبية الشرقية، لكن تمكنت من استعادة السيطرة على باركشير وربما إسكس. إن أسباب تقلب ثروات مرسيا وويسكس هي مسألة تكهنات، ولكن قد يكون الدعم الكارولنجي قد أثر على كل من صعود إيغبرت وانتعاش مرسيا اللاحق. على الرغم من أن ويغلاف بدا وكأنه قد استعاد استقلال مرسيا، إلا أن التعافي لم يدم طويلاً، وفي وقت لاحق من القرن قُسمت مرسيا بين ويسكس والفايكنج.
توفي ويغلاف حوالي عام 839، وخلفه في النهاية بيرتولف ‏، على الرغم من أن أحد التقاليد يسجل أن ابنه ويغموند قد حكم لفترة وجيزة. ودفن ويغلاف في ريبتون ‏ بالقرب من ديربي.

## السياق التأريخي

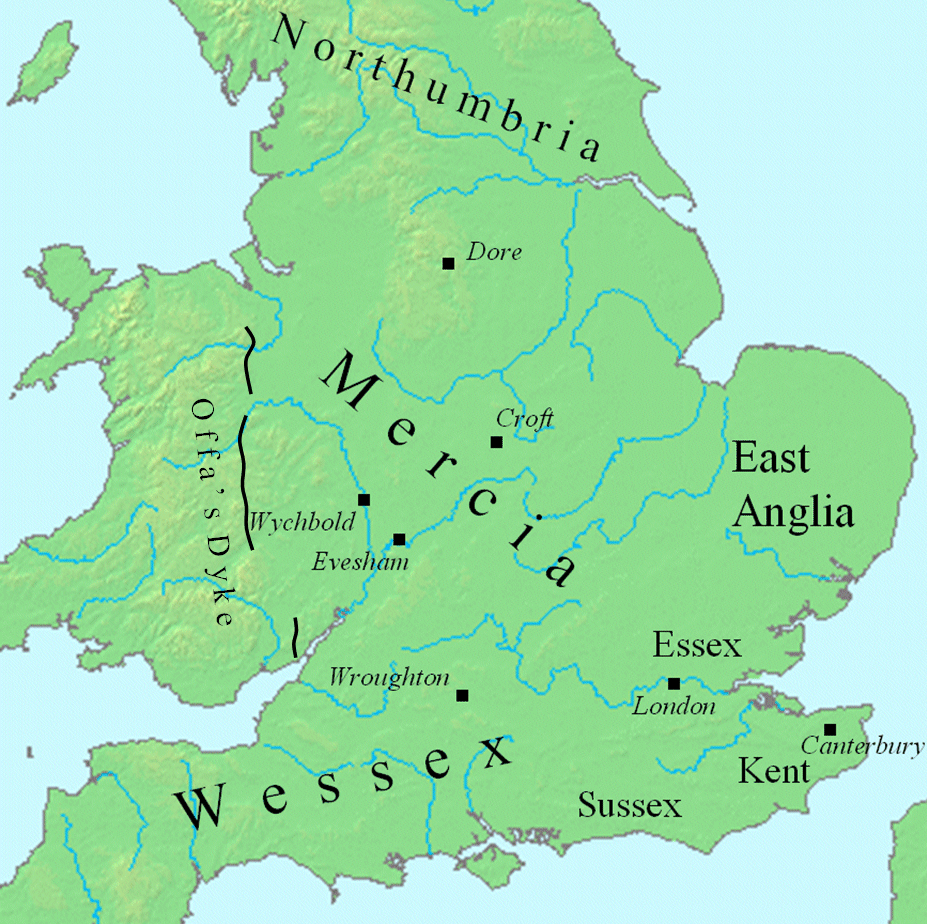
خريطة لما يعرف الآن بإنجلترا في عهد ويغلاف؛ تظهر بقايا ، وهي تمتد تقريبًا على طول الحدود الحديثة بين إنجلترا وويلز.

كانت مرسيا هي المملكة الأنجلوسكسونية المهيمنة خلال معظم القرن الثامن، وكان أوفا، الذي توفي عام 796، أقوى ملك في عصره. كان كوينولف ‏، الذي تولى عرش مرسيا بعد وقت قصير من وفاة أوفا، قادرًا على الاحتفاظ بنفوذ مرسيا في ممالك كنت وأنجليا الشرقية وإسكس، وقام بغارات متكررة عبر سد أوفا ‏ إلى ما يعرف الآن باسم ويلز. كانت وفاة كوينوولف عام 821 بمثابة بداية فترة أعيد فيها رسم الخريطة السياسية لإنجلترا بشكل كبير. على الرغم من أن أحد مصادر القرن الحادي عشر يدعي أن ابن كوينوولف، سينهيلم، تولى العرش لفترة وجيزة، فمن المرجح أن يكون سيولوولف، شقيق كوينوولف، هو الملك التالي. وحكم لمدة عامين فقط قبل خلعه.